# Wilbertomorpha colpoda
Wilbertomorpha, Wilbertomorphidae
Famille
Genre
Espèce
Wilbertomorpha colpoda, unique représentant du genre Wilbertomorpha et de la famille des Wilbertomorphidae, est une espèce de Ciliés de la classe des Karyorelictea et de l’ordre des Loxodida.

## Étymologie
Le nom de Wilbertomorpha a été donné en l'honneur du ciliatologue allemand Norbert Wilbert (d).

## Description
Wilbertomorpha a une « ciliature principalement sur la surface droite, et une surface gauche nue à l'exception d'un seul kiné marginal, qui est typique de l'ordre des Loxodida. Néanmoins, d'autres caractéristiques morphologiques, telles que la structure buccale très réduite, l'absence de cavité buccale et la présence de granules corticaux extrêmement spécialisés, empêchent son attribution à une famille connue ».

## Habitat et répartition
Wilbertomorpha colpoda est un cilié marin dit « interstitiel » (c'est-à-dire qui vit entre les particules de sédiment), qui fut découvert sur une plage de sable à Qingdao (Chine).

## Systématique
Wilbertomorpha colpoda a été décrite en 2013 par Yuan Xu (d), Jiamei Li (d), Weibo Song (d) et Alan Warren (d), et placée comme unique espèce de sa famille et de son genre.
Les analyses génétiques suggèrent que ce taxon est un groupe frère de la famille des Geleiidae lequel appartient à l'ordre des Protoheterotrichida. Cependant, morphologiquement, Wilbertomorpha ressemblant beaucoup plus aux Loxodida, la famille des Wilbertomorphidae fut placée, en 2013, provisoirement dans la classe des Karyorelictea.

## Publication originale
- (en) Yuan Xu, Jiamei Li, Weibo Song et Alan Warren, « Phylogeny and Establishment of a New Ciliate Family, Wilbertomorphidae fam. nov. (Ciliophora, Karyorelictea), a Highly Specialized Taxon Represented by Wilbertomorpha colpoda gen. nov., spec. nov », Journal of Eukaryotic Microbiology, International Society of Protistologists, vol. 60, no 5,‎ 6 juillet 2013, p. 480-489 (ISSN 1066-5234 et 1550-7408, PMID 23829190, DOI 10.1111/JEU.12055, lire en ligne).